# Livedo vasculitis
Livedo vasculitis (ang. livedo vasculitis, livedoid vasculitis, livedoid vasculopathy, livedo reticularis with summer/winter ulceration, segmental hyalinizing vasculopathy, LV) − sinicze "zapalenie" naczyń; stosunkowo rzadka, idiopatyczna, przewlekła, nawracająca, niezapalna choroba drobnych naczyń zajmująca skórę dystalnych części kończyn dolnych (podudzia, okolice kostek i grzbiety stóp), objawiająca się sinymi plamami, które ulegają powierzchownym, bolesnym owrzodzeniom z następowym tworzeniem gwiaździstych białawych blizn zanikowych - atrophie blanche (en plaque). Skóra w otoczeniu zmian charakteryzuje się przebarwieniami i występowaniem teleangiektazji lub może im towarzyszyć objawowa postać livedo reticularis (livedo racemosa).
Dolegliwość ta jest często błędnie diagnozowana jako przewlekła niewydolność żylna lub niektóre rodzaje skórnych i układowych zapaleń naczyń.

## Epidemiologia
Stosunkowo rzadka. Może wystąpić w każdym wieku; najczęściej w wieku średnim. Kobiety chorują około 3 razy częściej od mężczyzn.

## Etiologia
Jest to odrębna jednostka chorobowa. Jej przyczyna jest niejasna. Może towarzyszyć takim stanom jak:
- obecność przeciwciał antyfosfolipidowych (zespół antyfosfolipidowy[5][6], toczeń rumieniowaty układowy, reumatoidalne zapalenie stawów[7]),
- mutacja czynnika V (Leiden),
- niedobór białka C lub S,
- mutacja G20210A genu protrombiny,
- homozygotyczność 4G/4G alleli promotora genu dla PAI-1 prowadząca do zwiększonego poziomu inhibitora-1 aktywatora plazminogenu (PAI-1)[8],
- hiperhomocysteinemia,
- kriofibrynogenemia[2][9],
- przewlekła niewydolność żylna,
- miażdżyca tętnic.

## Patofizjologia
Stwierdzono istotnie zmniejszone uwalnianie tkankowego aktywatora plazminogenu ze ściany naczyń krwionośnych. W publikacjach opisuje się zaburzenia funkcji płytek krwi, osoczowych czynników krzepnięcia i fibrynolizy prowadzące do stanów nadkrzepliwości z powstawaniem zakrzepów w światłach średniego kalibru tętniczek skóry dalszych części kończyn dolnych.
W zajętych naczyniach stwierdza się odcinkowo podśródbłonkową hialinizację (szkliwienie). Nie obserwuje się natomiast typowych objawów zapalenia ściany naczyń, które mylnie sugeruje nazwa. W odróżnieniu od zapaleń małych naczyń krwionośnych skóry (cutaneous small-vessel vasculitis - CSVV) Papi i wsp. stwierdzili w livedo-vasculitis prawidłowe stężenia cytokin prozapalnych (Il-1β, Il-8 i TNF-α) w surowicy oraz zwiększoną ekspresję selektyny P na powierzchni płytkek krwi, co wskazuje na ich aktywację. W obu jednostkach chorobowych były natomiast (w porównaniu z grupą kontrolną) podwyższone stężenia Il-2 i jej rozpuszczalnego receptora, co dowodzi aktywacji limfocytów.
Naukowcy brazylijscy postulują związek zaburzeń krzepnięcia z funkcją układu nerwowego i opisują przypadek chorego skutecznie leczonego karbamazepiną.

## Problemy związane z nazewnictwem[3][13]
Niezapalny charakter tej choroby (pomijając fakt możliwości wtórnego zakażenia spowodowanego owrzodzeniem) jest przesłanką do tego, aby w nazewnictwie anglojęzycznym preferować nazwę "livedoid vasculopathy" (waskulopatia - choroba naczyń) zamiast "livedo (livedoid) vasculitis" (zapalenie naczyń).
W piśmiennictwie można spotkać się również z wieloma innymi nazwami (patrz wyżej).
Poza tym niektórzy autorzy utożsamiają tę patologię z zanikiem białym (atrophie blanche), podczas gdy inni podkreślają, że zanik biały może być zejściem również innych stanów (przewlekłej niewydolności żylnej, stopy cukrzycowej, zapaleń naczyń; po leczeniu za pomocą krioterapii, łyżeczkowania, elektrokoagulacji).

## Leczenie[1]

### Cele leczenia
- zapobieganie powstawaniu owrzodzeń i ich leczenie,
- redukcja bólu,
- zapobieganie rozwojowi zaniku białego.

### Metody terapii
- Ochrona narażonej okolicy nóg przed alergenami, czynnikami drażniącymi i urazami (odpowiednie obuwie),
- Usuwanie martwych tkanek z owrzodzenia,
- Antybiotykoterapia w przypadku zakażenia tkanki podskórnej,
- Wypoczynek w pozycji leżącej, elewacja kończyn, kompresjoterapia, opatrunki okluzyjne na owrzodzenia.
- Farmakoterapia mająca na celu zwiększenie przepływu krwi przez naczynia lub zapobieganie powstawaniu zakrzepów:
  - leki przeciwpłytkowe - np. kwas acetylosalicylowy, dipirydamol,
  - leki przeciwzakrzepowe - antykoagulanty doustne (warfaryna, acenokumarol) lub heparyna drobnocząsteczkowa,
  - leki trombolityczne - np. tkankowy aktywator plazminogenu,
  - leki rozszerzające naczynia krwionośne - np. nifedypina, kwas nikotynowy,
  - leki zmniejszające lepkość krwi i zwiększające odkształcalność erytrocytów - pentoksyfilina,
  - leki przeciwzapalne - np. prednizon, dożylne immunoglobuliny.

Istnieją doniesienia, że skuteczność leków przeciwzakrzepowych, mimo swej zmienności w trakcie leczenia, jest wyższa od skuteczności leków przeciwpłytkowych w osiąganiu całkowitej remisji. Leki przeciwzakrzepowe zalecane są do leczenia indukującego remisję, podczas gdy leki przeciwpłytkowe, do leczenia podtrzymującego.
- W przypadku hiperhomocysteinemii możliwe jest także podawanie witamin B6, B12 i kwasu foliowego[16].
- Odnotowano przypadek ciężkiego LV leczonego skutecznie jodkiem potasu podawanym doustnie 3 x 300 mg na dobę[17].